# Yosuke Komuta
Yosuke Komuta (小牟田 洋佑 Komuta Yosuke?), född 18 juli 1992 i Tochigi prefektur, är en japansk fotbollsspelare.
Komuta började sin karriär 2015 i Thespakusatsu Gunma. 2017 blev han utlånad till Fukushima United FC. Han gick tillbaka till Thespakusatsu Gunma 2018. 2019 flyttade han till Fukushima United FC.